# أكسجين-16
أكسجين-16 (16O) هو نظير ثابت للأكسجين، يحتوي على 8 نيوترونات و8 بروتونات في نواته. كتلته 15.99491461956 U، حيث يعد الأكسجين-16 هو أكثر نظائر الأكسجين وفرة ويمثل 99.762٪ من الوفرة الطبيعية للأكسجين.

## نبذة
إن الوفرة النسبية والمطلقة لـ أكسجين-16 (16O) عالية لأنها نتاج رئيسي للتطور النجمي ولأنه نظير بدائي، مما يعني أنه يمكن صنعه بواسطة النجوم التي كانت في البداية مصنوعة حصريًا من الهيدروجين. يتم تصنيع معظم أكسجين-16 (16O) في نهاية عملية اندماج الهيليوم في النجوم؛ والتي تلتقط 4He لتكوين أكسجين-16 (16O). حيث تعد عملية حرق النيون تخلق أكسجين-16 (16O).
عادةً ما يتم تخزين العينات الصلبة (العضوية وغير العضوية) لدراسات أكسجين-16 (16O) في أكواب فضية ويتم قياسها باستخدام الانحلال الحراري وقياس الطيف الكتلي. يحتاج الباحثون إلى تجنب التخزين الغير سليم للعينات للحصول على قياسات دقيقة.
كان أكسجين-16 (16O) في الأصل هو المعيار الذي تم من خلاله تحديد الكتل الذرية لجميع النويدات، أي تم تعريف وحدة الكتلة الذرية واحدة على أنها 1 ⁄ 16 كتلة الأكسجين-16، على الرغم من أنه تم إعادة تعريف وحدة الكتلة الذرية منذ ذلك الحين بالنسبة للكربون-12.